# Desmodie nudiflore
Desmodium nudiflorum
Espèce
Classification phylogénétique
La Desmodie nudiflore (Desmodium nudiflorum) est une espèce de plantes à fleurs de la famille des fabacées. Elle est originaire d’Amérique du Nord.

## Distribution
La desmodie nudiflore se retrouve aux États-Unis du Texas à la Floride jusqu'au Minnesota au Maine et au Canada en Ontario et au Québec.